# Berriche
Berriche est une commune de la wilaya d'Oum El Bouaghi en Algérie.

## Géographie

### Localités de la commune
La commune de Berriche est composée de 18 localités :
- La ville de Berriche
- Mellaha
- Leghdir
- Safel El Ouessaa
- Rotbet
- El Baylek
- Bir Djedid
- El Henchir
- Oued Dahmane
- Gbel Lahteb
- Dahre Lahteb
- Ras El Hassi
- Bir Beida
- Beririche
- Boudhana
- Men Guebla
- Men Dahra
- Bir Rogaa

## Histoire
Berriche est une petite ville d'origine coloniale dans l'Est algérien, dans une région agricole.
La commune de Berriche, située à 14 km au nord du chef-lieu de daïra de Aïn Béïda, compte parmi les communes à vocation agropastorale les plus riches de la wilaya d'Oum El Bouaghi. Elle dispose, à cet effet, de 29 517 ha de surface agricole utile (SAU), propres à la culture céréalière. Appelée du temps de la colonisation Jean Rigal, Berriche a connu un développement dans le secteur de l'habitat depuis qu'on l'a choisie pour y implanter un village agricole pilote durant les années 1970. Au village colonial s'est greffé un autre à l'aspect beaucoup plus avenant. La commune, qui reste toujours attachée à sa vocation originelle, à savoir la céréaliculture et l'élevage, a été retenue dans le programme qui vise le développement des Hauts-Plateaux, d'autant que cette commune dispose de terres fécondes qui attirent les éleveurs à la recherche de nourriture pour leur bétail ou cheptel, comme cette année, où on a vu venir de nombreux nomades, venus du Grand Sud avec leurs troupeaux. Plus de 300 tentes y ont été installées tant à El Ouasaâ qu'à El Hassi ou Boudehana… Durant les années noires, Berriche a aussi souffert du terrorisme qui a fait fuir de nombreuses familles, surtout vers Aïn Béïda. Avec le retour de la sécurité, on assiste à un retour en masse vers les mechtas ou douars abandonnés. Grâce aussi aux nombreux projets inscrits dans les PCD de la commune de Berriche, l'amorce d'un développement tous azimuts est enclenché. D'ores et déjà, des travaux d'aménagement sont programmés pour assainir la cité, et ce, pour un réel développement urbain. 2,4 milliards de centimes ont été alloués pour l'équipement et 13 pour des opérations d'envergure, tels l'aménagement et l'assainissement. Outre cela, Berriche a bénéficié d'un centre de formation professionnelle pour 300 places pédagogiques, de 200 logements ruraux et 50 sociaux. Les écoles et les CEM bénéficieront d'aires de jeux et d'opérations de rénovation. Il est aussi programmé un collège pour Bir Rogaâ, situé sur la RN 10. Côté désenclavement, il est envisagé la réfection du chemin de wilaya n° 1 reliant Berriche à Zorg, sur 10 km. La commune de Berriche, qui compte 17 mechtas, commence à développer d'autres secteurs stratégiques et vitaux, tels le poulet de chair avec 120 poulaillers et la production laitière avec 3000 l par jour.